# Uns Dias ao Vivo
Uns Dias ao Vivo é o quarto álbum ao vivo dos Paralamas do Sucesso, lançado em 2004, em CD e DVD. Foi gravado no Olympia, em São Paulo, no dia 14 de novembro de 2003.
O álbum traz sucessos de várias fases da banda, como "Meu Erro", "Selvagem", "Será Que Vai Chover?", "O Calibre", "Soldado da Paz", "Seguindo Estrelas" e "Running on the Spot", sucesso da banda The Jam (regravada anteriormente pelos Paralamas no álbum Longo Caminho, em 2002).
Destaque para as participações especiais dos guitarristas Edgard Scandurra, Dado Villa-Lobos e Roberto Frejat, das bandas Ira!, Legião Urbana e Barão Vermelho, respectivamente; George Israel, do Kid Abelha; o rapper Black Alien e os cantores Djavan, Nando Reis e Paulo Miklos.
Há uma faixa bônus, uma versão da canção "Mensagem de Amor" gravado em um show no Parque do Ibirapuera, durante o festival Pão Music, com a participação de Andreas Kisser, guitarrista do Sepultura.

## Faixas

### CD 1
| Críticas profissionais | Críticas profissionais |
| Avaliações da crítica  | Avaliações da crítica  |
| Fonte                  | Avaliação              |
| ---------------------- | ---------------------- |
| Canal Pop              | link                   |

| N.º | Título                                                                              | Duração |  |
| 1.  | "O Calibre"                                                                         | 04:38   |  |
| 2.  | "Running on the Spot" (Com Edgard Scandurra)                                        | 03:15   |  |
| 3.  | "Trac Trac" (Com Edgard Scandurra)                                                  | 04:15   |  |
| 4.  | "Mensagem de Amor"                                                                  | 04:05   |  |
| 5.  | "Selvagem"                                                                          | 03:40   |  |
| 6.  | "Soldado da Paz" (Com Dado Villa-Lobos)                                             | 02:59   |  |
| 7.  | "Que País é Este" (Com Dado Villa-Lobos)                                            | 03:35   |  |
| 8.  | "Seguindo Estrelas"                                                                 | 03:57   |  |
| 9.  | "Meu Erro"                                                                          | 03:21   |  |
| 10. | "Cuide Bem do Seu Amor"                                                             | 03:44   |  |
| 11. | "Longo Caminho"                                                                     | 03:37   |  |
| 12. | "Tendo a Lua" (Com Nando Reis)                                                      | 03:23   |  |
| 13. | "Será Que Vai Chover?/Assaltaram a Gramática/O Filho Pródigo" (Rap por Black Alien) | 04:34   |  |

### CD 2
| N.º | Título                                       | Duração |  |
| 1.  | "Dos Margaritas"                             | 03:00   |  |
| 2.  | "Depois da Queda o Coice"                    | 03:02   |  |
| 3.  | "Ska" (Com George Israel)                    | 02:24   |  |
| 4.  | "La Bella Luna" (Com George Israel)          | 03:04   |  |
| 5.  | "Uns Dias" (Com Frejat)                      | 03:55   |  |
| 6.  | "Caleidoscópio" (Com Frejat e George Israel) | 05:37   |  |
| 7.  | "Ela Disse Adeus"                            | 03:14   |  |
| 8.  | "Lanterna dos Afogados" (Com Djavan)         | 04:48   |  |
| 9.  | "Uma Brasileira" (Com Djavan)                | 03:35   |  |
| 10. | "O Beco" (Com Paulo Miklos)                  | 03:14   |  |
| 11. | "Alagados"                                   | 05:42   |  |
| 12. | "Lourinha Bombril (Parate y Mira)"           | 03:07   |  |
| 13. | "Mensagem de Amor" (Com Andreas Kisser)      | 04:21   |  |

### DVD
| N.º | Título                                                                              | Duração |  |
| 1.  | "O Calibre"                                                                         | 04:38   |  |
| 2.  | "Running on the Spot" (Com Edgard Scandurra)                                        | 03:15   |  |
| 3.  | "Trac Trac" (Com Edgard Scandurra)                                                  | 04:15   |  |
| 4.  | "Mensagem de Amor"                                                                  | 04:05   |  |
| 5.  | "Selvagem"                                                                          | 03:40   |  |
| 6.  | "Soldado da Paz" (Com Dado Villa-Lobos)                                             | 02:59   |  |
| 7.  | "Que País é Este" (Com Dado Villa-Lobos)                                            | 03:35   |  |
| 8.  | "Seguindo Estrelas"                                                                 | 03:57   |  |
| 9.  | "Meu Erro"                                                                          | 03:21   |  |
| 10. | "Cuide Bem do Seu Amor"                                                             | 03:44   |  |
| 11. | "Longo Caminho"                                                                     | 03:37   |  |
| 12. | "Tendo a Lua" (Com Nando Reis)                                                      | 03:23   |  |
| 13. | "Será Que Vai Chover?/Assaltaram a Gramática/O Filho Pródigo" (Rap por Black Alien) | 04:34   |  |
| 14. | "Dos Margaritas"                                                                    | 03:00   |  |
| 15. | "Depois da Queda o Coice"                                                           | 03:02   |  |
| 16. | "Ska" (Com George Israel)                                                           | 02:24   |  |
| 17. | "La Bella Luna" (Com George Israel)                                                 | 03:04   |  |
| 18. | "Uns Dias" (Com Frejat)                                                             | 03:55   |  |
| 19. | "Caleidoscópio" (Com Frejat e George Israel)                                        | 05:37   |  |
| 20. | "Ela Disse Adeus"                                                                   | 03:14   |  |
| 21. | "Lanterna dos Afogados" (Com Djavan)                                                | 04:48   |  |
| 22. | "Uma Brasileira" (Com Djavan)                                                       | 03:35   |  |
| 23. | "O Beco" (Com Paulo Miklos)                                                         | 03:14   |  |
| 24. | "Alagados"                                                                          | 05:42   |  |
| 25. | "Lourinha Bombril (Parate y Mira)"                                                  | 03:07   |  |
| 26. | "Mensagem de Amor" (Com Andreas Kisser)                                             | 04:21   |  |

## Formação
- Herbert Vianna: vocal, guitarra
- Bi Ribeiro: baixo
- João Barone: bateria, vocal de apoio

### Músicos convidados
- João Fera: teclados, percussão, vocal de apoio
- Eduardo Lyra: percussão
- Monteiro Jr.: saxofone (percussão em "Alagados")
- Bidu Cordeiro: trombone (percussão em "Uns Dias" e "Alagados")